# STARIT娛樂
STARIT娛樂，是大韩民国的經紀公司。

## 歷史
STARIT娛樂成立於2008年6月，創立時名為Chorokbaem (초록뱀테크)。 2011年2月，改名為On Air Entertainment (온에어엔터테인먼트)。2013年，改名為Chorokbaem E&M (초록뱀이앤엠으로)。2017年，改名為DMost娛樂 (디모스트엔터테인먼트로)。
2019年9月，Kakao M表示正考慮收購DMost娛樂。
2020年5月，改名為STARIT娛樂（스타잇엔터테인먼트）。

## 旗下藝人

### 藝人
- 金孝珍
- 李庭旻（朝鲜语：이정민 (1980년 5월)）
- 郭敏善（朝鲜语：곽민선）
- 朴世正

### 演員
- 朴恩智

### 歌手
- 仁顺伊[2]
- 智淑

## 已離開的藝人
- 康南
- 金光植
- 金智香
- 申伊
- 孫尚慶
- 安內相
- 李臬
- 李仁惠
- 禹賢
- 洪汝珍
- 趙蓮
- 崔正元
- 金建宇
- 金瑞慶
- 郭正恩
- 具新春
- 孔瑞英
- 金賽羅
- 羅秀真
- 徐宥利
- 李智愛
- 申雅英
- 黃寶美
- 崔熙
- 金友利
- 徐賢明
- 李常敏
- 許載
- 赵秀妍（朝鲜语：조수연 (방송인)）
- 金俊熙（朝鲜语：김준희 (1976년)）
- 朴志宇（朝鲜语：박지우 (무용가)）
- 朴灿民（朝鲜语：박찬민）
- 李侑彬
- 韩珠熙
- 赵雅兰
- 黃東柱
- 黄泰光（朝鲜语：황태광）
- 林江成（朝鲜语：임강성）
- 朴申宇（朝鲜语：박신우 (배우)）
- 洪准基（朝鲜语：홍준기 (배우)）
- 权英民
- 鮮于銀淑
- 吴贤智
- 池秀媛
- 韓秀妍
- 白胜熙（朝鲜语：백승희）
- 韓素恩
- 金敏英
- 朴敏荷
- 李琴珠
- SE7EN
- Narsha
- 韩初任（朝鲜语：한초임）

## 外部連結
- 官方网站
- STARIT娛樂的Instagram帳戶
- YouTube上的STARIT娛樂頻道